# Расписные танагры
Расписные танагры (лат. Ramphocelus) — род воробьиных птиц из семейства танагровых (Thraupidae).

## Описание
Эти танагры в среднем длиной до 19–20 см. Самцы окрашены в яркие цвета, самки могут быть более блеклыми.

## Распространение
Обитают в Центральной Америке, Южной Америке, Мексике и США.

## Биология
Гнездо чашеобразное. Самки выстраивают его из растительного материала.

## Виды
В состав рода включают 9 видов:
- Ramphocelus bresilius — Бразильская расписная танагра
- Ramphocelus carbo — Пурпурная расписная танагра
- Ramphocelus dimidiatus — Малиновобрюхая расписная танагра
- Ramphocelus flammigerus — Огненно-спинная расписная танагра
- Ramphocelus icteronotus — Желтопоясничная расписная танагра
- Ramphocelus melanogaster — Чернобрюхая расписная танагра
- Ramphocelus nigrogularis — Масковая расписная танагра
- Ramphocelus passerinii — Краснопоясничная расписная танагра
- Ramphocelus sanguinolentus — Огненная расписная танагра